# Sutherland (wodospad)
Sutherland Falls – wodospad kaskadowy położony na Wyspie Południowej Nowej Zelandii, w prowincji Southland, na rzece Arthur River, wysokości 580 metrów i średniej szerokości 27 metrów. Najwyższy z 3 progów osiąga wysokość 270 metrów.